# Tant que soufflera la tempête
Pour les articles homonymes, voir La Tempête.
Pour plus de détails, voir Fiche technique et Distribution.
Tant que soufflera la tempête (Untamed) est un film américain de Henry King sorti en 1955.

## Synopsis
Paul Van Riebeck, un sud-africain d'origine hollandaise, est venu acheter des chevaux en Irlande, dans la propriété d'O'Neill. Il y fait la connaissance de sa fille, Katie. Celle-ci se sent vite attirée par Paul. Mais Van Riebeck ne songe qu'à retourner en Afrique du Sud, car il est à la tête des commandos qui tentent de créer un état libre hollandais et luttent contre les zoulous. Après son départ, Katie épouse Shawn Kildare, l'associé de son père, qui lui donne un enfant. Comme le mildiou a anéanti les cultures de pommes de terre et contribué à la Grande famine irlandaise, le couple décide de s'expatrier pour rejoindre Le Cap, en compagnie de la gouvernante Aggie...

## Fiche technique
- Titre : Tant que soufflera la tempête
- Titre original : Untamed
- Réalisation : Henry King, assisté de Gerd Oswald
- Producteur : William A. Bacher, Bert E. Friedlob et Gerd Oswald producteur associé
- Société de production : 20th Century Fox
- Scénario : Frank Fenton, Michael Blankfort, William A. Bacher et Talbot Jennings d'après le roman d'Helga Moray
- Photographie : Leo Tover
- Montage : Barbara McLean
- Musique : Franz Waxman
- Direction artistique : Lyle R. Wheeler et Addison Hehr
- Décorateur de plateau : Chester L. Bayhi et Walter M. Scott
- Costumes : Renié et Charles Le Maire
- Format : Couleur - Son : 4-Track Stereo (Western Electric Recording) (magnetic prints)/Mono (Western Electric Recording) (optical prints)
- Montage : Barbara McLean
- Pays : États-Unis
- Durée : 111 minutes
- Genre : Film d'aventure
- Dates de sortie : 
  - États-Unis: 1er mars 1955
  - France : 29 juin 1955 (Paris)
- Affiche : Boris Grinsson (France)

## Distribution
- Tyrone Power (VF : Roger Rudel) : Paul Van Riebeck
- Susan Hayward (VF : Claire Guibert) : Katie O'Neill
- Richard Egan (VF : Claude Bertrand) : Kurt Hout
- John Justin : Shawn Kildare
- Agnes Moorehead (VF : Lita Recio) : Aggie
- Rita Moreno : Julia
- Hope Emerson (VF : Cécile Dylma) : Maria De Groot
- Brad Dexter : Christian
- Henry O'Neill : Squire O'Neill
- Paul Thompson : Tschaka
- Alexander D. Havemann : Jan
- Louis Mercier : Joubert

Acteurs non crédités
- Charles Evans : Sir George Gray
- Philip Van Zandt : Schuman